# China poblana
China poblana (lett. donna cinese di Puebla) è un costume tradizionale utilizzato dalle donne in Messico. In passato veniva utilizzato solo in alcune zone urbane del centro e del sud-est del paese, prima della sua scomparsa nella seconda metà del 19º secolo. Le Poblanas sono donne di Puebla.

## Design alla moda dell'abitochinese
Plaza!, ecco la crema e la schiuma del popolo di bronzo, la perla dei quartieri, l'anima dei fandangos, la gloria e l'ambizione del popolo di "sarape e montecristo", quella che mi ripugna e mi allarma, e mi sconvolge e... (La piazza! - piena della crema e della feccia del popolo abbronzato, la perla dei quartieri, l'anima dei fandangos, la gloria e l'ambizione del popolo di "sarape e montecristo", ciò che mi agita e mi allarma, e mi sconcerta, e...) - La china. José María Rivera 
Il design dell'abito china poblana è attribuito a Catarina de San Juan, anche se certamente incorpora elementi delle diverse culture che si mescolarono nella Nuova Spagna durante tre secoli di dominio spagnolo.
Secondo le descrizioni del XIX secolo, epoca in cui l'abito era molto popolare in diverse città del centro e del sud-est del Messico, l'abito chinese è composto dai seguenti indumenti:
- Una camicetta bianca, con frange e ricami di seta e perline, a disegni geometrici e floreali dai colori vivaci. La camicetta era sufficientemente scollata da lasciare intravedere parte del collo e del seno[2], cosa che scandalizzò a non finire le donne "perbene" della società messicana del XIX secolo.
- Una gonna chiamata castor (o "castoro"), dal nome del materiale di cui era fatta. Secondo alcuni storici, il castoro veniva utilizzato dalle donne di casa benestanti per realizzare le sottogonne delle loro cameriere indigene. La gonna castoro era decorata con paillettes e camarones (letteralmente, gamberetti) che formavano forme geometriche e floreali[3]. I gruppi di danza folcloristica hanno ripreso una versione che ha lo stemma del Messico ricamato con paillettes, perline e trombe (un tipo di perlina).
- Una sottoveste bianca con cucitura enchilada[2], cioè con l'orlo inferiore incrociato da merletti a zig zag. La sottoveste di una china poblana faceva capolino sotto la gonna castoro e serviva a impedire che la sagoma di una donna vestita con l'abito di china si mostrasse in silhouette.
- Un cappio che sorreggeva il castoro e la sottoveste fino alla vita della donna che la indossava. Il cappio poteva essere stato decorato o meno con ricami o tessuto in stile broccato.
- Uno scialle, a volte realizzato con seta fine, o nella maggior parte dei casi con pompon. Lo scialle è un indumento molto comune in Messico, anche oggi. Le donne lo usavano per coprirsi dal freddo, ma veniva utilizzato anche per trasportare i neonati o qualsiasi altra cosa che fosse difficile da trasportare a mani nude a causa delle dimensioni e del peso. Lo scialle pompon, che era più comunemente usato negli abiti chinesi, era tessuto con fili di colore blu e bianco e aveva origine nella città otomi di Santa María del Río (San Luis Potosí).
- In alcuni casi, la china era accompagnata da una sciarpa o un fazzoletto di seta per nascondere eventuali scollature che potevano fare capolino dalla camicetta. Di queste sciarpe, José María Rivera ha scritto che "queste tornano regolarmente a casa la domenica solo per tornare al banco dei pegni il lunedì o il martedì"[2].
- Come calzature, l'autore del XIX secolo Manuel Payno sottolineò che, nonostante le sue carenze finanziarie, una donna vestita alla chinese avrebbe indossato scarpe in raso ricamate con filo di seta[4]. Questo tipo di calzatura appare in alcuni testi messicani del XIX secolo come indicatore che chi la indossava era una "donna allegra"[5]. Inoltre, chi indossava un chinese completava l'abito con perline e gioielli che adornavano le sue orecchie, la sua scollatura e le sue mani[6].

## Rappresentazioni culturali dellaChina
Eso sí que no; yo soy la tierra que todos pisan, pero no sé hacer capirotadas.
(È così che non sia così; io sono la terra su cui tutti camminano, ma non so fare il budino di pane.)

- La china. José María Rivera.
Le descrizioni ottocentesche delle donne che indossano l'abito china le rendono allo stesso tempo attraenti e troppo rischiose per i tempi. L'autore José María Rivera nota che se una donna chinese avesse visto un corsetto, avrebbe pensato che fosse uno strumento di tortura come quello usato su Sant'Orsola e le Undicimila Vergini; e che il suo viso non era una sorta di "glassa per torta", un'allusione alle donne "perbene" le cui facce avrebbero dovuto essere lavate per vedere se i colori fossero scesi:
[...] no conoce el corsé; si lo viera, desde luego pensaría que semejante aparato fue uno de los intrumentos que sirvieron para el martirio de Santa Úrsula y sus once mil compañeras [...] y está tan a oscuras en eso de cascarillas, colorete y vinagres radicales, que si se hallara tales chucherías entre sus limpios peines y adornadas escobetas, creería sin duda que aquello era para pintar las ollas del tinajero, pues, como dijo el otro, el novio de la china no tiene necesidad de lavar antes a la novia, como a las indianas, para ver si se destiñe, prueba a que deberían estar sujetas algunas hermosuras del buen tono.
...non conosce il corsetto; se lo vedesse, penserebbe subito che un simile dispositivo era uno degli strumenti che servirono alla martire Sant'Orsola e alle sue undicimila ancelle...E lei è così all'oscuro in fatto di maschere facciali (letteralmente, pule), rossetti e aceti radicali, che se incontrasse tali ninnoli tra i pettini puliti e le spazzole decorate, senza dubbio crederebbe che fossero per dipingere i vasi del vasaio, poiché, come ha detto qualcun altro, il fidanzato della donna chinese non ha bisogno di lavare prima la sua ragazza, come le donne indiane, per vedere se i suoi colori scendono, un test a cui dovrebbero sottoporsi alcune belle donne "perbene".

— José María Rivera Ibid., p. 32.
In questo senso il guardaroba della donna chinese era considerato troppo provocatorio. I giornalisti messicani contemporanei e gli stranieri che conobbero queste donne nella prima metà del XIX secolo richiamano l'attenzione sul modo in cui la moda delle contadine metteva in risalto le loro forme femminili, o era una caratteristica appropriata di tutte le grazie che venivano attribuite a queste donne. Di loro è stato fatto un ritratto verbale come eccellenti ballerine della musica jarabe popolare in quell'epoca - come El Atole, El Agualulco, El Palomo e altri che facevano parte degli jarabe folcloristici del XX secolo - anche come modelli di pulizia e ordine; di fedeltà al "loro uomo", sebbene vista anche come molto liberale sessualmente.

### Origine del design della modachinese
Come accennato, l'origine Pueblana dell'abito china poblana è stata messa in dubbio in alcune occasioni. La correlazione tra la china —come figura popolare—e l'abito indossato dalla storica China Poblana —l'allusione a Catarina de San Juan —è un prodotto dell'evoluzione della cultura messicana durante i primi decenni del XX secolo. In effetti, las chinas divenne un meme ben definito nel XIX secolo, poco più di un secolo dopo la morte di Catarina de San Juan. Lo scrittore Gauvin Alexander Bailey sottolinea:
La china poblana dell'immaginazione popolare - la camicetta e lo scialle ricamati lucenti - è un prodotto del diciannovesimo secolo. Simbolo della femminilità messicana, è legata a prototipi spagnoli come la maja, immortalata nei dipinti di Murillo e Goya 

## Ladonna chinesecome stereotipo dellamessicana
I cronisti della cosiddetta era di splendore delle donne chinesi avvertivano che si trattava di una delle molteplici identità che le donne messicane nella prima metà del XIX secolo potevano acquisire. In generale, la donna chinese era un personaggio delle città messicane, al quale i cronisti dell'epoca e gli studiosi successivi hanno attribuito una certa liberalità nell'esercizio della propria sessualità, in un'epoca in cui, nell'immaginario sociale del Messico ottocentesco, la sessualità era confinata al matrimonio, valutato positivamente, e alla prostituzione, valutata negativamente. Tuttavia, a partire dalla seconda metà del XIX secolo, cominciarono a scomparire, come già aveva intuito da José María Rivera nel 1854. In quello stesso anno, il francese Ernest de Vigneaux descrisse lo stesso fenomeno di scomparsa dell'abbigliamento femminile chinese messicano, che fu attribuito nel 1873 alla chiusura dei laboratori che producevano il castoro e altri accessori necessari a quel tipo di abbigliamento. Infine, Joaquín García Icazbalceta fece notare nel 1899 che in quell'anno erano scomparsi sia quel tipo di costume sia i modi che lo distinguevano mentre le donne lo indossavano.
Fu soprattutto tra i decenni tra il 1920 e il 1940 quando la china – già convertita in china poblana – acquisì una connotazione di riconoscimento come stereotipo di ciò che era messicano, proprio in un periodo in cui si determinavano i governi nazionalisti emanati dalla rivoluzione messicana, legittimandosi al potere attraverso la gestione politica dei simboli della cultura popolare.  Uno dei primi momenti in cui la donna chinese di Puebla entrò a far parte dell'immagine della donna messicana fu nel 1919, quando la ballerina classica Ana Pavlova eseguì il Jarabe tapatío con abiti chinesi. A poco a poco, nel teatro, nella musica, nel cinema e in altre manifestazioni culturali fortemente inclini a posizioni ufficiali, la china poblana divenne la compagna inseparabile del charro - lo stereotipo della mascolinità messicana -, anche quando nel tempo erano separate da quasi mezzo secolo di differenza.
Cantanti di quegli anni come Lucha Reyes o attrici come María Félix apparivano vestite da china poblana nei teatri o al cinema, alimentando il rapporto storicamente errato tra il charro e la donna chinese, e tra quest'ultima e Catarina de San Juan. Nel 1943 María Félix interpretò Madame Calderón de la Barca in un film intitolato La China Poblana. Nel film, la marchesa Calderón de la Barca decide di partecipare ad una cena ufficiale vestita di poblana, anche se le donne vestite così godevano di una cattiva reputazione nella società messicana di quegli anni. Secondo la trama del film, ciò che convinse la marchesa a indossare il costume della poblana fu la leggenda di Catarina de San Juan, che vestita così, visse una torrida storia d'amore e poi morì in odore di santità.
Il successo e la permanenza della china poblana come uno dei simboli dell'identità popolare messicana sono stati associati, quindi, alla manipolazione della sua immagine da parte dello Stato messicano. C'è chi ritiene che questo sia stato positivo, poiché nonostante sia uno stereotipo, continua ad avere un forte carico simbolico nella cultura popolare. Ma c'è chi è più critico, come Pérez Monfort, il quale sostiene che, stereotipando la donna messicana, lo Stato ha chiuso gli occhi di fronte alla grande diversità culturale del Paese. Allo stesso modo, Crespo sottolinea che la gestione politica degli stereotipi della messicana ha contribuito alla riproduzione del sistema sociale e delle sue disuguaglianze.

## Galleria d'immagini

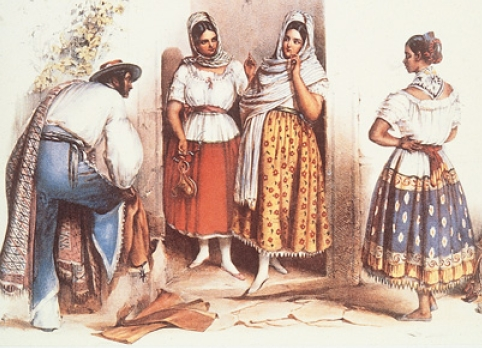
Poblanas (donne di Puebla), in una vignetta del XIX secolo.
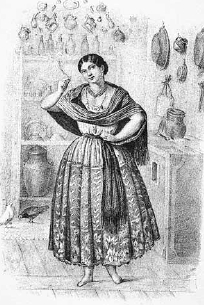
Donna "La china", in una litografia che accompagnava l'intestazione omonima nel libro Los Mexicanos Pinturas por Sísemos sulla cultura messicana.
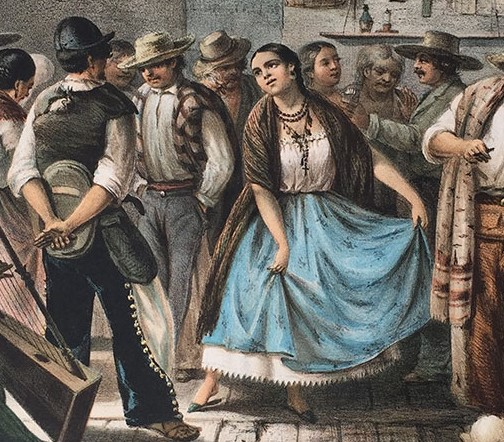
Un fandango messicano del XIX secolo. Nell'immagine si vede una donna china ballare con il suo caratteristico aspetto raffinato, al suono di un'arpa.
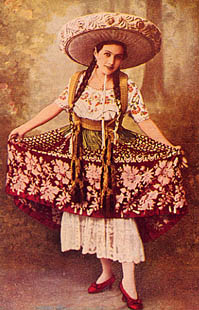
Abito poblana chinese
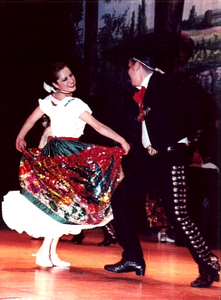
Jarabe tapatío nel tradizionale abito poblana chinese.
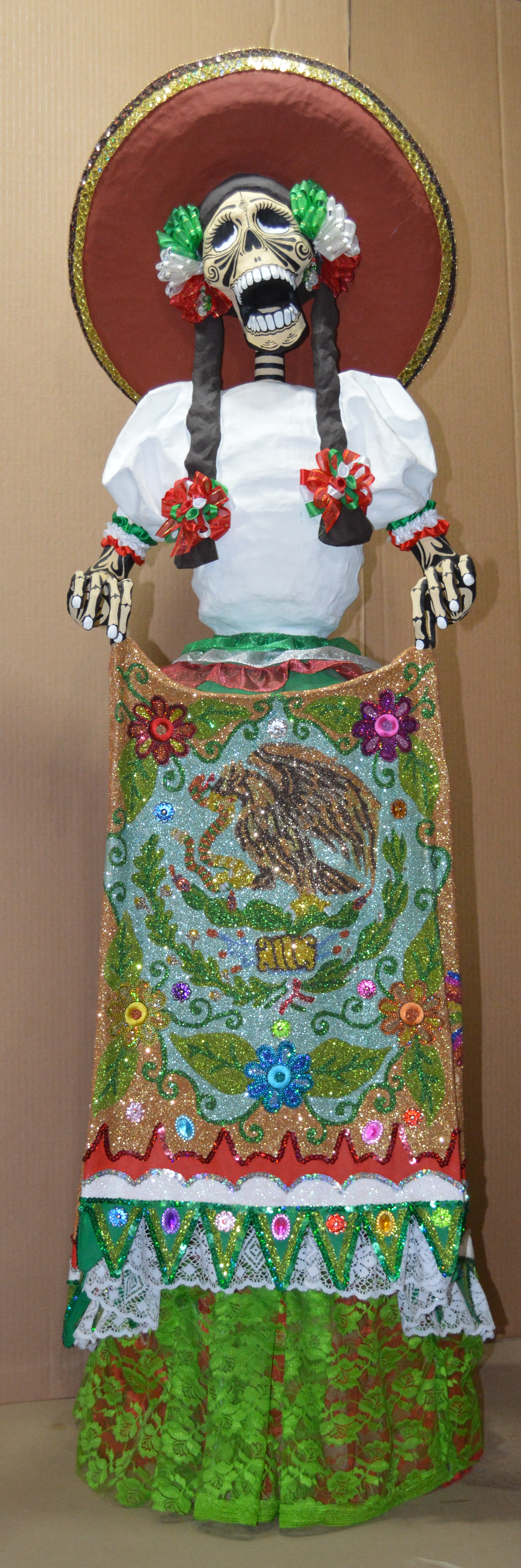
Abito La Catrina in China Poblana di Rodofo Villena Hernandez a Puebla.